# Conistra albipunctata
Conistra albipunctata là một loài bướm đêm trong họ Noctuidae.